# برجان
برجان (به لاتین: Bərcan) یک منطقهٔ مسکونی در جمهوری آذربایجان است که در شهرستان یاردیملی واقع شده‌است. برجان ۷۸۶ نفر جمعیت دارد.

## ریشه واژه
نام برجان برگرفته از نام شهر باستانی برزند در ناحیه مغان است و به‌معنی مکان و جایگاه مرتفع و بلند است.